# Münzstätte Schneeberg

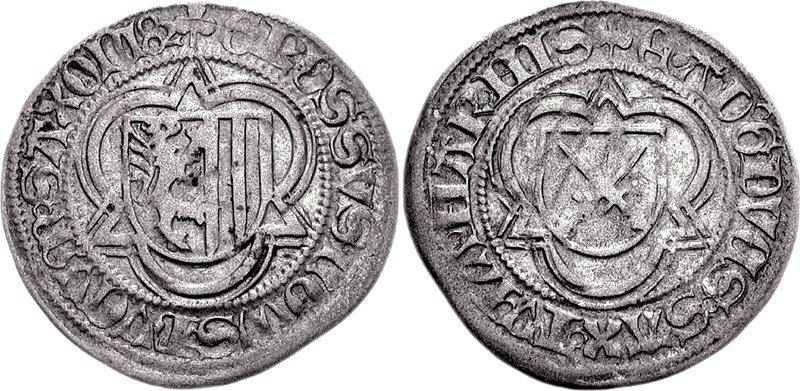
Kurfürst Ernst und Herzog Albrecht (1482–1485), halber Schwertgroschen, Jahreszahl 1482, Mmz. Kleeblatt, Münzstätte Zwickau und Schneeberg (Krug Nr. 1610)

Die Münzstätte Schneeberg wurde 1483 in der Regierungszeit des Kurfürsten Ernst (1464/85–1486) und seines Bruders Albrecht (1464/85–1500) errichtet. Mit der 1556 gegründeten Münzstätte Dresden ordnete Kurfürst August (1553–1586) die Schließung sämtlicher Landesmünzstätten an. Die Schneeberger Münze stellte erst 1570 ihren Betrieb ein, belegt durch das Münzmeisterzeichen T.

## Geschichte

### Groschenzeit
Die Entdeckung reicher Erzvorkommen führten 1471 zur Gründung Schneebergs. Im Jahr 1481 erhielt der bereits seit 1479 städtischen Charakter tragende Ort die Rechte einer freien Bergstadt, in der 1483 unter Kurfürst Ernst und Herzog Albrecht die Münzstätte Schneeberg errichtet wurde. In der neuen Münze wurden unter der Leitung des Münzmeisters Augustin Horn gemeinsame halbe Schwertgroschen des Kurfürsten Ernst mit Herzog Albrecht in der Güte zu 40 Stück auf den rheinischen Gulden gemünzt. Alle bis 1485 geprägten halben Schwertgroschen tragen die Jahreszahl (14)82, wobei sich ihre Herstellung in verstärktem Maße auf die Münzstätte Zwickau konzentrierte. Ab 1484 verlagerte sich das Prägevolumen dieser Münzen auch auf die Münzstätte im benachbarten Schneeberg. Die halben Schwertgroschen tragen im Dreipass auf der einen Seite den Kurschild mit den gekreuzten Schwertern und auf der anderen den geteilten Schild Meißen-Landsberg. Weitere Gepräge der neuen Münzstätte Schneeberg waren die Löwenpfennige und die sogenannten Rauthenheller mit dem Münzmeisterzeichen Kleeblatt des Münzmeisters Augustin Horn, die auch in der Münzstätte Zwickau geschlagen wurden.

#### Bartgroschen und Zinsgroschen

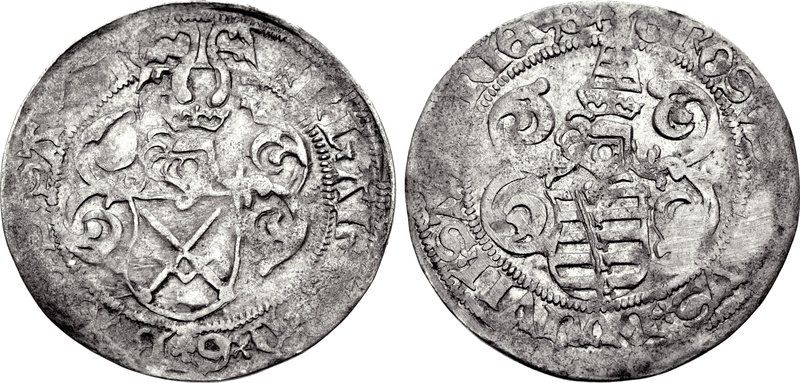
Kurfürst Friedrich III. mit Johann und Herzog Albrecht, Zinsgroschen 1498, Mmz. fünfstrahliger Stern, Münzstätte Schneeberg

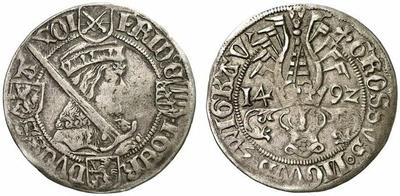
Kurfürst Friedrich III., Johann und Herzog Georg, Bartgroschen 1492, Mmz. Kleeblatt, Zwickau und Schneeberg (Krug 1878)

Ab 1492 prägten die Schneeberger und Zwickauer „Bergmünzstätten“ Bartgroschen mit dem Brustbild des Kurfürsten Friedrich III. (1486–1542). Die Groschen sind die ersten sächsischen Münzen mit dem Bildnis des Regenten. Das Münzbild auf der Vorderseite des Groschens zeigt das Brustbild Friedrichs des Weisen im Kurornat mit Kurschwert. Der Stempelschneider der später geprägten Klappmützentaler (silberner Gulden) orientierte sich an der Vorderseite dieses Groschens.
Die aus dem Schneeberger Silber gemünzten „Schneeberger“ und  „Schnieber“ genannten, seit 1496 besonders in Schneeberg in großen Mengen dem Bartgroschen wertgleich geprägten Zinsgroschen sowie die ab 1498 in der Münzstätte Annaberg gemünzten Schreckenberger im Wert von drei Zinsgroschen dienten der Vorbereitung der ab 1500 erfolgten neuen silbernen Guldenwährung.

### Talerzeit
Die im Jahr 1500 ohne Münzmeisterzeichen und Jahreszahl geprägten ersten sächsischen Großsilbermünzen, die Gulden (Güldengroschen, Guldengroschen), später auch als Klappmützentaler bezeichnet, wurden in der Münzstätte Annaberg und eventuell auch in der Münzstätte Wittenberg geprägt. Die Münzstätte Schneeberg scheidet aus, denn sie war von 1498 bis 1501 geschlossen. Die Prägung von silbernen Gulden erfolgte erst nach 1525.
Im Zeitraum von 1501 bis 1570 wurden in Schneeberg einseitige Pfennige, Dreipfennigstücke (Dreier), Groschen, ⅛ Taler, ¼ Taler, ½ Taler und Taler geschlagen.

#### Sächsische Münztrennung
Infolge Meinungsverschiedenheiten kam es 1530 bis Ende 1533 zur Trennung zwischen dem ernestinischen und dem albertinischen Münzherrn Johann dem Beständigen (1486/1525–1532) und Georg dem Bärtigen (1500–1539), zur sogenannten sächsischen Münztrennung. Die Münzstätte Zwickau, die 1530 vorübergehend wiedereröffnet wurde, prägte ab dieser Zeit für den Kurfürsten Johann nach leichterem Münzfuß, während Herzog Georg in den Münzstätten Freiberg, Leipzig und Annaberg NACH DEM ALTEN SCHROT UND KORN (Gütebezeichnung auf der Rückseite der Münzen Georgs) prägen ließ. Die gemeinsame Schneeberger Münzstätte auf ernestinischem Gebiet wurde stillgelegt.
Bereits im Jahr 1531 wurde im Grimmaischen Machtspruch von den Landesständen beider Münzherren beschlossen, dass Herzog Georg seinen Anspruch auf die Hälfte der Münzstätte Schneeberg an den Kurfürsten abzutreten habe. Dafür soll die Zwickauer Münze wieder nach Schneeberg zurückverlegt werden. Im Jahre 1534 trat die frühere Münzgemeinschaft nunmehr unter Kurfürst Johann Friedrich [1532–1547–(1554)] wieder bis 1547 in Kraft. Die Münzstätte Zwickau wurde nach Schneeberg verlegt.
Als die Ernestiner 1547 die Kurwürde an die Albertiner verloren hatten, kam die Münzstätte Schneeberg mit allen bis dahin in Betrieb gewesenen gemeinschaftlich betriebenen Münzstätten in den alleinigen Besitz des neuen Kurfürsten Moritz (1541–1547–1553).
Siehe auch: 
- Münzgeschichte des Herzogtums Sachsen (1547–1572)
- Sächsische Talerwährung (1500–1571)

#### Lage der Münzstätte
Laut  Julius und Albert Erbstein wurde ein 1540 in Schneeberg errichtetes Wohngebäude des Münzmeisters Sebastian Funke „die Münze“ genannt: 
Münzmeister während der Regierungszeit des Herzogs und nachmaligen Kurfürsten Moritz waren: in Schneeberg das aus ernestinischem Besitz an den Kurfürsten Moritz kam: Sebastian Funke, der zeitweilig auch in Zwickau und bis 1551 in Buchholz Münzmeister war, in dieser Eigenschaft verschiedenen sächsischen Fürsten im Ganzen 45 Jahre lang gedient haben soll und 1569 oder 1570 gestorben ist. Aus der reichen Ausbeute seiner Grube „Fruchtbare Torheit“ erbaute er sich 1539 bis 1540 zu Schneeberg ein stattliches Haus, das noch lange nach ihm die Münze hiess…
Nach Schumanns Staatslexikon (1823) stand die Schneeberger Münze an der Stelle der „jetzigen lateinischen Schule“.

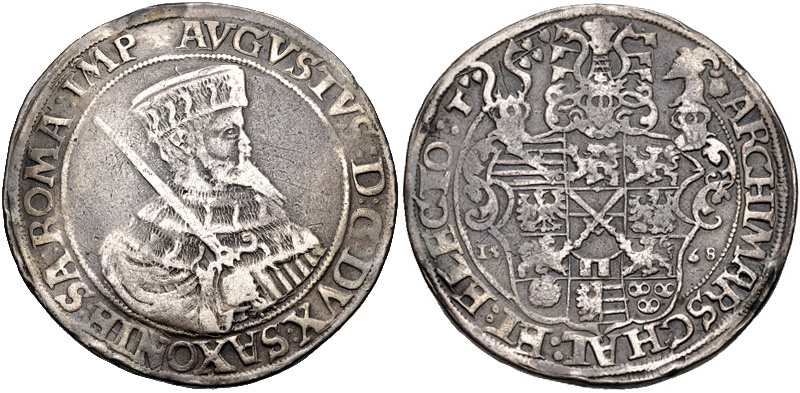
Kurfürst August, Guldengroschen (Taler) 1568, Mmz. T, Münzstätte Schneeberg

### Verlegung nach Dresden
Kurfürst August (1553–1586) stellte bei der von ihm veranlassten Überprüfung der Münzen in seinen Münzstätten Freiberg, Annaberg und Schneeberg fest, dass die Münzmeister den Feinsilbergehalt der Guldengroschen (Taler) eigenmächtig verringert hatten. Nach den Vorschriften der sächsischen Münzordnung von 1549 (Münzfuß von 1549 bis 1558) war für den Guldengroschen der Feingehalt mit 14 Lot 8 Grän (= 902,78/1000) vorgeschrieben. Der Kurfürst ließ daraufhin alle Landesmünzen schließen und verlegte sie in eine einzige Münzstätte nach Dresden in die unmittelbare Nähe seines Residenzschlosses, um über die Richtigkeit von Schrot und Korn besser wachen zu können. Die Schneeberger Münze war, wie die Taler mit dem Schneeberger Münzzeichen T beweisen, noch im Jahre 1570 tätig und wurde erst in diesem Jahr mit der Dresdner Münze vereinigt.

## Münzmeister der Münzstätte Schneeberg
| Münzmeister      | von  | bis  | Münzmeisterzeichen   | Bemerkung                                      |
| ---------------- | ---- | ---- | -------------------- | ---------------------------------------------- |
| Augustin Horn    | 1483 | 1498 | Kleeblatt, ohne Mmz. | bis 1485 Münzmeister in Zwickau und Schneeberg |
| Heinrich Stein   | 1497 | 1498 | fünfstrahliger Stern |                                                |
| Andreas Funcke   | 1501 | 1529 | X (Andreaskreuz)     |                                                |
| Sebastian Funcke | 1529 | 1530 | X (Andreaskreuz)     | 1529/30–1533/34 nach Zwickau verlegt           |
| Sebastian Funcke | 1534 | 1535 | X (Andreaskreuz)     |                                                |
| Sebastian Funcke | 1535 | 1569 | T                    |                                                |
| Sebastian Funcke | 1547 | 1551 | SB T, T              | (SB = Schneeberg)                              |
| Hans Funke       | 1569 | 1570 | T                    | 1570 nach Dresden verlegt                      |

In den Zeiträumen ohne Angaben war der Münzbetrieb unterbrochen.
Das Münzmeisterzeichen T wurde bis 1551 in Buchholz und 1535 bis 1569 ebenfalls in Schneeberg verwendet.